# Jon Batiste
Jonathan Michael Batiste, mais conhecido pelo nome artístico de Jon Batiste, (Metairie, 11 de novembro de 1986) é um cantor, compositor e pianista estadunidense conhecido principalmente por dirigir a Stay Human, banda residente no programa de talk show The Late Show with Stephen Colbert entre 2015 e 2022.
Ao longo de sua carreira, o pianista já realizou trabalhos musicais com Stevie Wonder, Prince, Willie Nelson, Lenny Kravitz, Ed Sheeran, Roy Hargrove e Mavis Staples, além de lançar uma extensa coleção discográfica em carreira solo. Batiste também atua como diretor musical do The Atlantic e diretor criativo do Museu Nacional de Jazz no Harlem. Em 2020, Batiste alcançou maior notoriedade por compor a trilha sonora do filme de animação da Pixar Soul, pelo qual recebeu um Oscar e um Globo de Ouro de Melhor Banda Sonora Original além de um Prêmio Grammy de Melhor Trilha Sonora em Mídia Visual. Em 2022, Batiste conquistou 5 de 14 indicações aos Prêmios Grammy, incluindo a prestigiosa categoria de Álbum do Ano por seu álbum We Are.

## Biografia
Jon Batiste nasceu em Metairie, Luisiana, em uma família católica e foi criado na cidade de Kenner. Batiste provém de uma tradicional família de músicos de Nova Orleans, que inclui Lionel Batiste e sua Treme Brass Band, Milton Batiste da Olympia Brass Band e Russell Batiste Jr. Aos 8 anos, Jonathan tocava percussão e bateria com a banda de sua família, a Batiste Brothers Band. Aos 11 anos, por sugestão de sua mãe, passou a estudar piano através de música clássica e transcrevendo canções de videogames como Street Fighter Alpha, Final Fantasy VII e Sonic the Hedgehog.